# Hélder Miranda
Hélder-Antonio Miranda Duarte (Torres Vedras, 23 februari 1979) is een Portugees voormalig wielrenner. Hij werd in 2006 nationaal kampioen tijdrijden, hij legde het parcours van veertig kilometer elf seconden sneller af dan Bruno Castanheira.

## Overwinningen
2002
2e etappe Porto-Lissabon
2005
Circuito de São Bernardo
Circuito de Alcobaça
2006
 Portugees kampioen tijdrijden
Circuito de Alcobaça
Circuito do Restaurante Alpendre
Wielerploegen van Hélder Miranda
Azevedo · Benítez · Castanheira · Costa · Lavarinhas · Lopes · Miranda · Ortega · Pecharroman · Petrov · Pradera · Ribeiro · Sancho · Silva
Antunes · Azevedo · Barbosa · Benítez · Castanheira · M. Costa · R. Costa · Lopes · Mendes · Miranda · Petrov · Pinto · Plaza · Pradera · B. Sancho · H. Sancho